# Rifkabyler
Rifberber (berbiska: Imazighen eller Irifyen) eller rifkabyler är en berbisk folkgrupp i norra Marocko, bosatta mellan Tetouan och Melilla i de bergiga Rifbergen.
Rifkabylerna var under barbaresktiden och även senare kända som Nordafrikas mest fruktade sjörövare, de så kallade rifpiraterna eller barbareskpiraterna.
Rifkabylerna kuvades av spanjorerna 1912 men gjorde uppror under Abd el-Krim och drev 1921 tillbaka spanjorerna. Med fransk hjälp lyckades dock Spanien besegra dem 1926. 